# 王崧 (嘉慶進士)

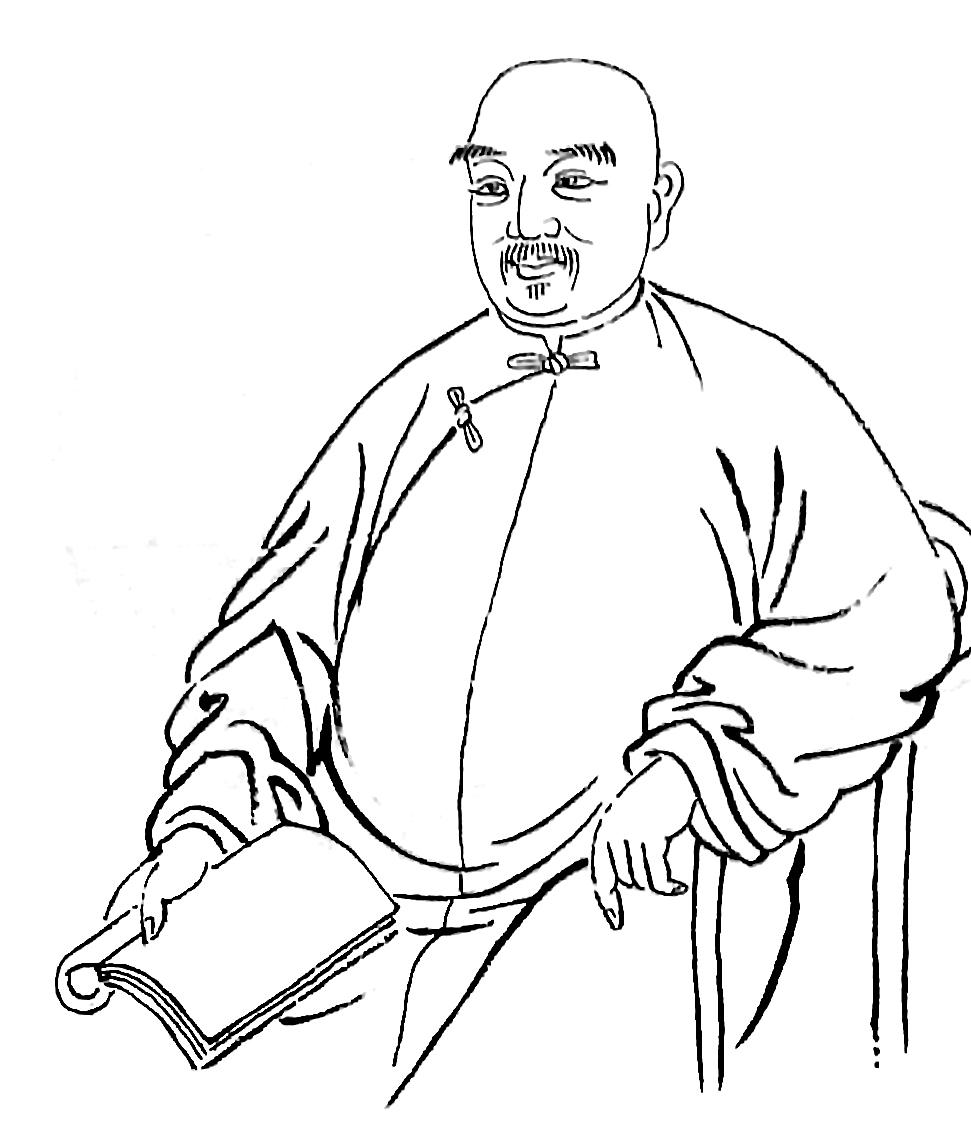
王崧

王崧（1752年11月14日—1838年1月23日），原名藩，字伯高，一字乐山，号酉山。白族，雲南浪穹（今洱源县）人，清代政治人物、学者。

## 生平
王崧幼承庭训，拜檀萃为师。乾隆三十年（1765年），乡试第二名，嘉庆四年（1799年）进士，得主考相国朱珪和太子少保阮元赏识，授山西武乡知县，清理盐政，改官盐为商盐。嘉庆二十一年（1816年）主讲山西晋阳书院。二十五年稱病返雲南。
道光六年（1826年）云贵总督阮元开设通志馆，聘任王崧纂修《云南通志》，道光六年（1826年），成地理、建置、盐法、矿厂、封建、土司、边裔诸门。阮元评价说：王崧“所著《地理》、《封建》、《边裔》诸篇，能得魏收、杜佑之遗法，洵为名笔。”後因阮元离任，又与分纂黄严和李诚意见不合，最後以事辞职，返歸洱源。曾校理《南诏野史》。编纂二十一卷，收《史記·西南夷传》以下史料60种，又有道光《云南志钞》八卷、《说纬》六卷、《乐山制艺》、《乐山诗集》等。道光十七年十二月二十八日（1838年1月23日）病故。

## 家族
父王梅村，藏书甚富。